# Hayya Hayya (Better Together)
A Hayya Hayya (Better Together) Trinidad Cardona amerikai énekes, Davido nigériai énekes és AISHA katari énekes dala, ami a 2022-es labdarúgó-világbajnokság zenelistájának első hivatalos kislemeze. A dal producere RedOne volt és 2022. április 1-én jelent meg. AISHA debütáló kislemeze.
A dal videóklipje a kislemezzel egy napon jelent meg, mindhárom előadó szerepel benne.

## Közreműködők
- Trinidad Cardona – dalszerző, zeneszerző, énekes
- Davido – zeneszerző, énekes
- AISHA (Aisha Aziani) – énekes
- RedOne – dalszerző, zeneszerző, producer, hangszerelés, háttérénekes

## Kiadások
| Régió       | Dátum            | Formátum                         | Kiadó           | For.  |
| ----------- | ---------------- | -------------------------------- | --------------- | ----- |
| Világszerte | 2022. április 1. | - digitális letöltés - streaming | Universal Music | [ 4 ] |